# الشاي الليبي
الشاي الليبي هو مشروب قوي يُحضرمن بمجموعة أدوات تقليدية من الفولاذ المقاوم للصدأ ويقدم في أكواب زجاجية صغيرة، وهو مشابه في تحضيره للشاي المغربي، وذلك بغلي أوراق الشاي لكنه يختلف في طريقة التقديم. يٌقدم الشاي الليبي عادةً في ثلاث دورات مع الجولة الأخيرة بالإضافة إلى الفول السوداني المسلوق منزوع الجلد أو اللوز، ويُضاف إليه النعناع أو الريحان . في البداية يٌحضر خالٍ من السكر للسماح بتكوين الرغوة، ليحتوى كل كوب عند تقديمه على طبقة من الرغوة الصفراء فوق الشاي.

## معرض الصور

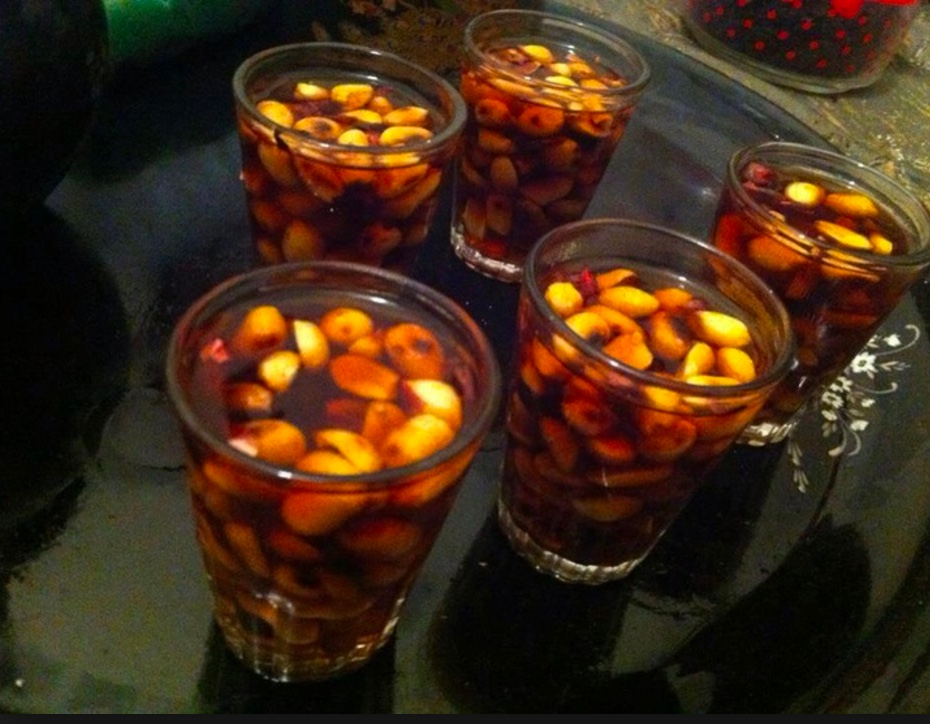
شاي ليبي مع الفول السوداني

## أنظر أيضا
- مطبخ ليبي
- أتاي
- ثقافة الشاي